# Otterbach (Pulsnitz)
Der Otterbach ist ein rechter Nebenfluss der Pulsnitz in der Westlausitz in Sachsen. 

## Verlauf
Er entspringt nordöstlich des Wacholderhügels (198 m) zwischen den Dörfern Weißbach und Neukirch in 167 m ü. M. aus zwei Quellbächen. Auf seinem weiteren Lauf nach Nordwesten wird er zunächst im Forstteich gestaut und fließt danach durch Schmorkau. Im Landschaftsschutzgebiet auf dem Gebiet des ehemaligen Truppenübungsplatzes Königsbrück wird der Otterbach im General-Müller-Teich und den weitgehend verlandeten zwei Försterteichen aufgestaut. Danach durchfließt der Bach die Wüstung Otterschütz. Nach 12,2 km mündet er östlich von Naundorf an der Stelle des aufgelassenen Dorfes Rohna in die Pulsnitz.

## Zuflüsse
- Weißbach (l)
- Zietscher Wasser (l)
- Jensiggraben (r)
- Quosdorfer Graben (l)

## Weiteres
In Schmorkau bildete der Otterbach früher die Grenze zwischen der Meißner und der Oberlausitzer Seite. 
Der naturbelassene Bachlauf auf dem früheren Truppenübungsplatz Königsbrück ist ein Rückzugsgebiet des Eisvogels.